# Bixolon
Bixolon  (kor. 빅솔론) ist ein südkoreanischer Druckerhersteller für den Einzelhandel und Logistik. Die Zentrale des Unternehmens hat ihren Sitz in Seongnam, ca. zwei Autostunden von der Hauptstadt Seoul entfernt. Mit etwa 200 Mitarbeitern in Entwicklung, Vertrieb und Produktion hat Bixolon 2008 einen Umsatz in Höhe von ca. 50 Mio. USD erzielt (nach ca. 41 Mio. in 2007). Die Rendite nach Steuern beträgt fast 10 %.

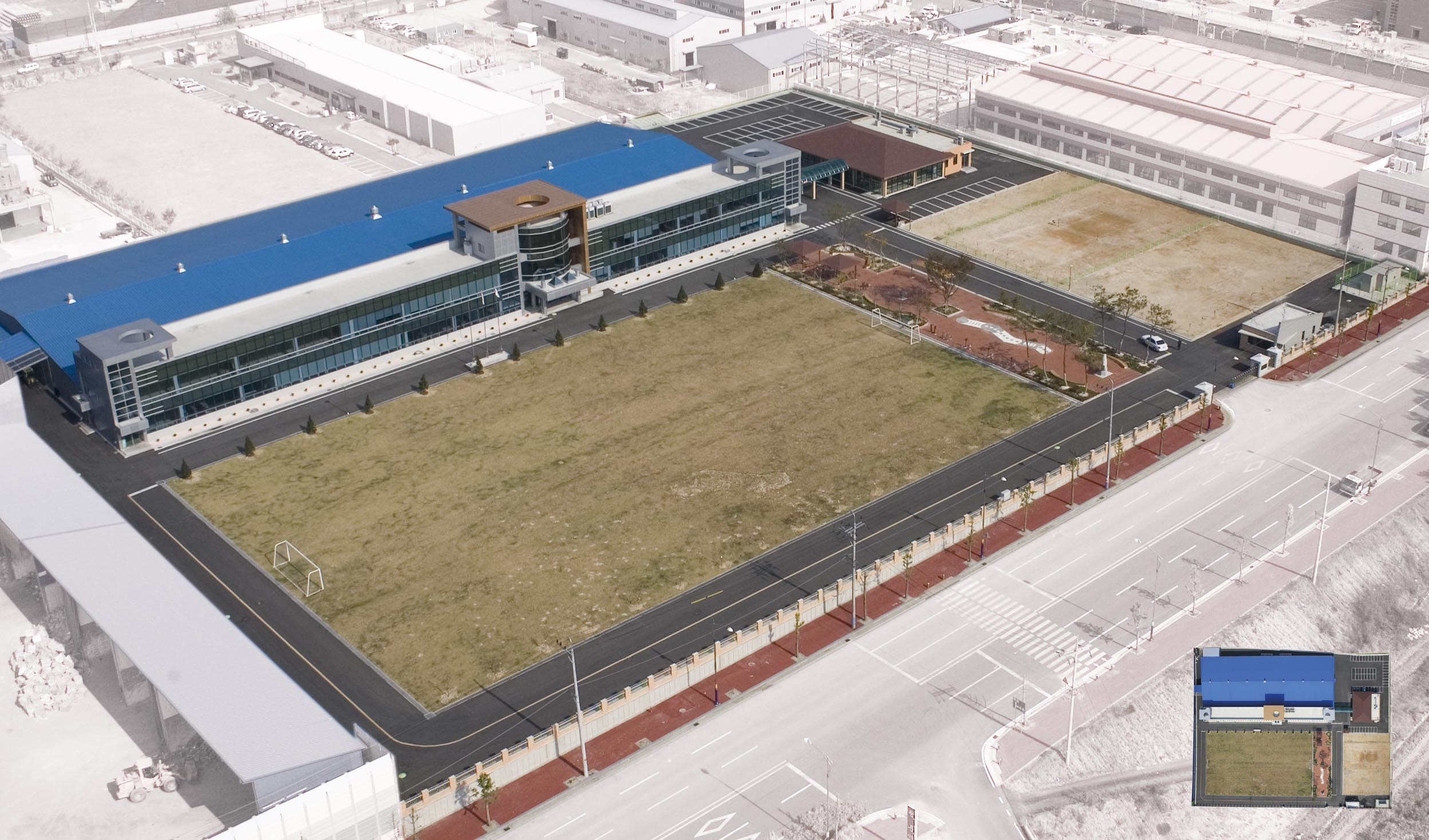
Bixolon-Fabrik

## Geschichte
Bixolon ist ein ehemaliger Geschäftsbereich von Samsung Electro-Mechanics und wurde Ende 2002 aus dem Samsung-Konzern ausgegliedert. Die Anteile halten die Mitarbeiter, etwa 20 % der Aktien wurden im Jahr 2007 an die Börse gebracht. Das Unternehmen fertigt Bondrucker für den Einzelhandel, Protokolldrucker für die Industrie, Etikettendrucker für Logistik und Medizin sowie mobile Drucker für Logistik, Transport, Gastronomie und Kleinstunternehmen, die von ihren Smartphones aus Lieferscheine und Rechnungen drucken.

## Daten
CEO von Bixolon Co., Ltd. ist Kim Hyung-geun (김형근). Das Grundkapital beträgt 2,5 Mrd. südkoreanische Won. Die wesentlichen Gesellschafter sind Kim Hyung-geun (17,40 %), die staatliche MIC2003-2 Stick Investment Association (5,65 %), die Direktoren Oh Jin-seob (4,27 %), Park Seong-woo (3,97 %) und Lee Kyu-bok (3,97 %). Bixolon ist an der koreanischen Technologiebörse KOSDAQ gelistet.
Der weltweite Marktanteil betrug im Jahr 2008 etwa 10 %. Bixolon produziert in Chungju, Südkorea. Etwa 50 Entwickler sowie lokale Vertriebs- und Supportniederlassungen in Los Angeles und Düsseldorf sind zusammen mit Großhändlern und Wiederverkäufern für den Vertrieb verantwortlich. Die amerikanische Niederlassung Bixolon America wird von dem Koreaner Sam Son geleitet, die europäische Niederlassung Bixolon Europe GmbH leitet Kim No-hyun.